# Crazy Frog
Crazy Frog, in italiano La rana pazza, è un personaggio nato per pubblicizzare una suoneria per telefoni cellulari basata su "The Annoying Thing", un'animazione in grafica computerizzata creata da Erik Wernquist.
Distribuita dal sito venditore di suonerie Jamba! (conosciuto come Jamster nel mercato inglese e cinese), il quale ha creato altri personaggi di successo come Schnuffel il coniglio o Mauli/René la talpa, l'animazione è stata creata in origine per accompagnare gli effetti sonori creati da Daniel Malmedahl mentre tentava di imitare il suono di un motore a due tempi di una motocicletta. Viene citato in alcune situazioni (specialmente nel video "Axel F") come "The Most Annoying Thing in The Universe" (la cosa più fastidiosa dell'universo) o come "The Annoying Thing" (la cosa fastidiosa).
Crazy Frog ha creato una hit mondiale basata sul remix di Axel F (la colonna sonora della trilogia Beverly Hills Cop), che ha raggiunto il numero uno delle classifiche in Inghilterra, Australia, una parte di Europa e per un breve periodo anche in America. Il singolo è poi stato subito seguito da un album, Crazy Frog Presents Crazy Hits, e un secondo singolo, Popcorn (cover dell'omonima canzone di Gershon Kingsley), diventato un successo come il precedente.
Crazy Frog ha poi conquistato il mercato con una linea di prodotti dedicata: giocattoli, videogiochi, tutti molto popolari nel Natale del 2005.
Nell'anno dei Mondiali di calcio del 2006 è stato lanciato il remix della canzone dei Queen We Are the Champions; inoltre sono state create le cover di The Final Countdown degli Europe e della canzone natalizia Last Christmas degli Wham!.

## Descrizione
È una rana antropomorfa che ha fatto dei video musicali. Ha un casco da motociclista bianco che raramente è allacciato, una giacca marrone e, sul casco, degli occhiali che non ha mai abbassato.
Ha dita tozze, e l'iride dell'occhio sinistro è molto più grande di quella dell'occhio destro. Gli manca un dente nella parte alta a destra e mostra le sue controverse "vergogne" (appena visibili).
Nell'animazione originale il personaggio imita il movimento della mano richiesto per accelerare su una motocicletta imitando a voce il suono del motore. Quando l'immaginario motore parte, il personaggio comincia a levitare emettendo gas dal suo corpo e sparendo ad alta velocità.

## Storia
Nel 1997, il diciassettenne svedese Daniel Malmedahl registrò la propria voce imitando il suono prodotto da un motore. Lo pubblicò sul suo sito e attirò l'attenzione di una televisione svedese che convinse Daniel a eseguire la sua performance dal vivo in TV.
Dopo il debutto televisivo di Daniel, la registrazione della sua performance cominciò ad apparire sui programmi di peer to peer oltre che su vari siti con il nome di "2TAKTARE.MP3" (tvåtaktare significa in lingua svedese "motore a due tempi").

## Discografia

### Album
- 2005 – Crazy Frog Presents Crazy Hits
- 2006 – Crazy Frog Presents More Crazy Hits
- 2009 – Everybody Dance Now

### Singoli
- 2005 – Axel F
- 2005 – Popcorn
- 2005 – Jingle Bells/U Can't Touch This
- 2006 – We Are the Champions
- 2006 – Last Christmas
- 2007 – Crazy Frog in the House
- 2009 – Daddy DJ
- 2009 – Cha Cha Slide
- 2009 – Everyone
- 2021 – Tricky